# Lika fåglar leka bäst
Lika fåglar leka bäst (orig. Birds of a Feather), är en tecknad kortfilm från 1931. Filmen ingår i Silly Symphonies-serien.

## Handling
Tre vita svanar simmar fram samtidigt som de gör ljud och rörelser i en bestämd ordning. En svart svan simmar efter och härmar det ljud de andra svanarna gör. Den svarta svanen biter sig själv i stjärtfjädrarna och två svanungar visar sig på svanens rygg. De hoppar ner i vattnet och simmar därifrån, medan den svarta svanen sträcker sig ner i vattnet efter något att äta. Den svarta svanen börjar simma snabbare och de små ungarna får problem med att hålla upp farten.
En påfågel går fram och tillbaka längs strandkanten och visar upp sig. Hon ser ner på sin spegelbild samtidigt som en andunge simmar fram. Andungen tycker inte att påfågeln är vacker och lipar åt henne.
Två fåglar med stjärtfjädrar som liknar lyror står och spelar på varandra. En kör av småfåglar sjunger till musiken. Ovanför dem ruvar en annan fågel på sina ägg; äggen kläcks i takt till musiken. Olika fåglar hakar på musiken och gör egna bidrag till den. Bland dessa finns en hackspett vars hackande skapar en rytm och tre ugglor som hoar i stämmor.
En korp försöker listigt stjäla maskar från några fågelungar genom att låtsas att han själv är en av fågelmammans ungar. Han lyckas med tilltaget och flyger sedan bort till en fågelskrämma där hans egna ungar bor. Masken lyckas dock fly när ungarna slåss om vem som ska äta den och måste sedan hastigt fly från en höna och hennes kycklingar. Masken slipper undan hönan och hon och hennes kycklingar ger sig av. En svart kyckling ser dock masken och försöker ta den. Kycklingen hinner få tag i masken innan den hoppar ner i sitt hål, men masken dyker upp ur ett annat hål och bitar kycklingen i baken.
En stor hök cirklar ovanför hönan och hennes kycklingar och hönan manar sina kycklingar till att snabbt gömma sig under henne. De springer därefter tillsammans iväg från fågeln. Den sista kycklingen hamnar på efterkälken och ramlar men hönan hinner dra in honom i boet innan höken tar honom.
Den svarta kycklingen som varit upptagen med masken är inte i säkerhet och försöker förtvivlat springa bort från höken men lyckas inte. Höken tar honom, men en av de andra fåglarna blåser revelj med en tratt och en grupp fåglar gör sig redo för luftanfall. De attackerar höken som efter ett tag måste släppa kycklingen. Kycklingen fångas upp av de andra fåglarna och förs i säkerhet ner till marken.
Hönan och de andra kycklingarna sörjer den kyckling som de tror är borta för alltid. Den svarta kycklingen ropar ut Mammy! och återförenas med sin familj som ler och kramar om honom.

## Om filmen
Filmens manus kom att återanvändas i de senare Silly Symphonies-filmerna The Spider and the Fly som kom ut samma år som denna film, och Vägen till ena nyckelpigo som kom ut 1932.

## Figurer
- En påfågel
- Tre vita svanar
- En svart svan med ungar
- En höna
- Kycklingar
- En svart kyckling
- En hök
- Diverse andra fåglar